# Grand Hyatt Kuala Lumpur
Grand Hyatt Kuala Lumpur là một khách sạn 40 tầng ở Kuala Lumpur, Malaysia, chính thức khai trương ngày 24 tháng 8 năm 2012. Khách sạn là một phần của Tập đoàn Khách sạn Hyatt và là thương hiệu Grand Hyatt đầu tiên được khai trương tại Malaysia. Grand Hyatt Kuala Lumpur, một khách sạn 412 phòng, nằm trong Menara Darussalam, cũng bao gồm các không gian văn phòng riêng biệt từ tầng 3 đến tầng 15. Khách sạn nằm dọc theo Jalan Pinang và tiếp giáp với Trung tâm Hội nghị Kuala Lumpur. Khách sạn cũng tổ chức các hội nghị.

## Nhà hàng
Khách sạn có ba nhà hàng, một quán cà phê và một quầy rượu.